# Ludvig Anton, hertig av Angoulême
Louis-Antoine av Bourbon, dauphin av Frankrike och hertig av Angoulême, född Louis-Antoine av Artois 6 augusti 1775 på Versailles, död 3 juni 1844 i Görz i dåvarande Österrike-Ungern (nuvarande Gorizia i nuvarande Italien), var en fransk kunglighet.

## Biografi
Ludvig Anton var äldste son till kung Ludvig XVI:s yngste bror hertigen av Artois, senare Karl X av Frankrike, och dennes hustru prinsessan Maria Teresa av Savojen (1756–1805), dotter till Viktor Amadeus III av Sardinien.
Han blev 1792 ledare för emigrantkåren i Tyskland, och begav sig efter dess upplösning till Edinburgh, där han 1799 gifte sig med sin kusin. 1814 samlade han i S:t Jean-de-Luz det legitima kungadömets anhängare, drog 12 mars in i Bordeaux och utropade Ludvig XVIII av Frankrike till kung. Hans försök att hejda den återvändande Napoleon I misslyckandes. 1823 anförtroddes det honom att undertrycka den spanska revolutionen.
Då hans far blev kung 1824 blev han den siste dauphin av Frankrike, och stödde under tiden hemliga ultrarojalistiska stämplingar. Han blev kung Ludvig XIX av Frankrike och Navarra under en omtvistad regeringsperiod om tjugo minuter 1830, innan han efter julirevolutionen avsade sig alla tronanspråk och var sedan tronpretendent från 1836 fram till sin död. Han levde sina sista år i landsflykt på Holyrood Palace i Edinburgh, Prag och Görtz.
Ludvig Anton var gift med sin kusin Marie Theresia Charlotte (1778–1851), dotter till Ludvig XVI av Frankrike. De fick inga barn.